# FAMILY (スガシカオのアルバム)
『FAMILY』（ファミリー）は、スガシカオの2枚目のオリジナルアルバム。1998年6月24日発売。

## 収録曲
| 全作詞・作曲・編曲: スガシカオ。 |                                    |            |            |      |
| #                                | タイトル                           | 作詞       | 作曲・編曲 | 時間 |
| 1.                               | 「日曜日の午後」                   | スガシカオ | スガシカオ | 4:04 |
| 2.                               | 「ストーリー」                     | スガシカオ | スガシカオ | 4:34 |
| 3.                               | 「愛について」                     | スガシカオ | スガシカオ | 4:47 |
| 4.                               | 「ひとりごと」                     | スガシカオ | スガシカオ | 4:12 |
| 5.                               | 「たいくつ/ゆううつ」              | スガシカオ | スガシカオ | 4:52 |
| 6.                               | 「リンゴ・ジュース」               | スガシカオ | スガシカオ | 3:46 |
| 7.                               | 「Happy Birthday」                 | スガシカオ | スガシカオ | 4:49 |
| 8.                               | 「このところ ちょっと」            | スガシカオ | スガシカオ | 3:57 |
| 9.                               | 「バクダン・ジュース（生タイプ）」 | スガシカオ | スガシカオ | 4:03 |
| 10.                              | 「お別れにむけて」                 | スガシカオ | スガシカオ | 5:02 |
| 合計時間:                        | 合計時間:                          | 44:06      |            |      |

### 楽曲解説
1. 日曜日の午後
2. ストーリー
  - 5thシングル「ストーリー」収録
3. 愛について
  - 4thシングル「愛について」収録
  - NHK総合『ポップジャム』エンディングテーマ
4. ひとりごと
  - 6thシングル「ぼくたちの日々」にアレンジされたバージョンが収録されている。
5. たいくつ/ゆううつ
6. リンゴ・ジュース
  - フジテレビ系アニメ『ハチミツとクローバーII』挿入歌
  - SMAPへの提供曲(「夜空ノムコウ」のc/w)。
7. Happy Birthday
  - フジテレビ系アニメ『ハチミツとクローバーII』挿入歌
  - 杏子への提供曲。杏子の歌ったバージョンの歌詞と若干歌詞が異なる。
8. このところ ちょっと
9. バクダン・ジュース（生タイプ）
  - 4thシングル「愛について」収録
10. お別れにむけて

## 参加ミュージシャン
- Acoustic & Electric Guitars, Bass：スガシカオ
- Co-sound Produce & Manipulation：中村文俊
- Additional Keyboards Arrangement & Performance, Brass Arrangement：森俊之
- Electric Guitar：間宮工（7, 8, 9）
- Bass：坂本竜太（9）, 中村キタロー（10）
- Drums：山木秀夫（2）, あらきゆうこ（9）
- Sampling Source：あらきゆうこ（3）
- Trumpet：エリック宮城（6）, 荒木敏男（10）
- Trombone：中川英二郎（6）, 村田陽一（10）
- Tenor Sax：淵野茂夫（6）, 山本拓夫（10）
- Alto Sax：竹野昌邦（10）
- Family Chorus：大滝裕子、ヘルスエンジェルズ（奥泉とおる、島畑哲哉、米納慎一、斉藤由典、宮崎耕）（8）